# Wordfeud
Wordfeud är ett korsordsspel för Iphone, Android, Windows Phone och Windows 8. Spelet är i princip en kopia av Scrabble eller Alfapet. Det som huvudsakligen skiljer är placeringen av bonusrutor, brickornas poängvärden samt att det i en Wordfeud-match alltid är två spelare som tävlar mot varandra. En spelare kan ha flera matcher igång samtidigt, och då mot samma eller andra spelare. För att spela använder varje deltagare sin egen mobiltelefon eller surfplatta, och spelet kräver åtkomst till Internet.

## Spelets delar
När man skapar en ny match väljer man spelplan – det finns två olika – samt vilket språk och vilken ordlista som ska användas.

### Spelplan
De två spelplaner som finns är Random och Standard. Precis som i Scrabble är spelplanen 15 gånger 15 rutor. Dessa är fördelade som följer:
| Typ   | Antal på spelplanen | Betydelse     | Funktion                       |
| ----- | ------------------- | ------------- | ------------------------------ |
| Θ     | 1                   | Startruta     | Enkel poäng för bokstaven.     |
| Blank | 160                 |               | Enkel poäng för bokstaven.     |
| DL    | 24                  | Double Letter | Dubbel poäng för bokstaven.    |
| TL    | 20                  | Triple Letter | Trefaldig poäng för bokstaven. |
| DW    | 12                  | Double Word   | Dubbel poäng för ordet.        |
| TW    | 8                   | Triple Word   | Trefaldig poäng för ordet.     |

I Random är dessa rutor slumpmässigt fördelade över spelplanen. I Standard är det samma placering varje gång.

#### Spelplan - Standard
| TL |    |    |    | TW |    |    | DL |    |    | TW |    |    |    | TL |
|    | DL |    |    |    | TL |    |    |    | TL |    |    |    | DL |    |
|    |    | DW |    |    |    | DL |    | DL |    |    |    | DW |    |    |
|    |    |    | TL |    |    |    | DW |    |    |    | TL |    |    |    |
| TW |    |    |    | DW |    | DL |    | DL |    | DW |    |    |    | TW |
|    | TL |    |    |    | TL |    |    |    | TL |    |    |    | TL |    |
|    |    | DL |    | DL |    |    |    |    |    | DL |    | DL |    |    |
| DL |    |    | DW |    |    |    | Θ  |    |    |    | DW |    |    | DL |
|    |    | DL |    | DL |    |    |    |    |    | DL |    | DL |    |    |
|    | TL |    |    |    | TL |    |    |    | TL |    |    |    | TL |    |
| TW |    |    |    | DW |    | DL |    | DL |    | DW |    |    |    | TW |
|    |    |    | TL |    |    |    | DW |    |    |    | TL |    |    |    |
|    |    | DW |    |    |    | DL |    | DL |    |    |    | DW |    |    |
|    | DL |    |    |    | TL |    |    |    | TL |    |    |    | DL |    |
| TL |    |    |    | TW |    |    | DL |    |    | TW |    |    |    | TL |

#### Spelplan - Random (exempel)
| M-F | M-F | M-F | M-F | TW  | DL  | TL  | M-F | M-F | M-F | M-F | DL  | M-F | M-F | M-F |
| M-F | TL  | DL  | M-F | M-F | M-F | M-F | M-F | M-F | M-F | M-F | M-F | DW  | DL  | M-F |
| M-F | TW  | M-F | M-F | M-F | M-F | M-F | M-F | M-F | M-F | DL  | M-F | M-F | DL  | M-F |
| M-F | DW  | M-F | M-F | M-F | M-F | M-F | M-F | M-F | M-F | M-F | DL  | M-F | M-F | M-F |
| M-F | M-F | TL  | M-F | TW  | TL  | TL  | M-F | M-F | M-F | TL  | DL  | TW  | M-F | DL  |
| DW  | M-F | TL  | M-F | M-F | M-F | M-F | TL  | DW  | M-F | M-F | M-F | DL  | M-F | M-F |
| M-F | M-F | M-F | DL  | M-F | DW  | DL  | M-F | M-F | M-F | M-F | M-F | DW  | M-F | M-F |
| DW  | M-F | M-F | M-F | M-F | TL  | M-F | Θ   | DL  | M-F | M-F | M-F | M-F | DL  | DL  |
| M-F | TL  | DL  | M-F | DL  | DW  | M-F | DL  | M-F | M-F | DL  | M-F | M-F | DL  | M-F |
| DW  | M-F | M-F | M-F | M-F | M-F | M-F | M-F | M-F | M-F | M-F | M-F | M-F | TL  | M-F |
| M-F | M-F | M-F | TW  | TW  | M-F | TL  | TL  | M-F | DW  | M-F | M-F | TL  | M-F | M-F |
| M-F | M-F | DW  | M-F | M-F | TL  | M-F | M-F | M-F | M-F | M-F | M-F | M-F | TW  | M-F |
| M-F | M-F | TL  | M-F | M-F | M-F | TL  | M-F | M-F | M-F | M-F | M-F | DL  | M-F | M-F |
| M-F | M-F | M-F | M-F | M-F | DL  | M-F | M-F | TW  | M-F | DL  | M-F | M-F | M-F | TL  |
| M-F | M-F | M-F | M-F | DL  | TL  | DW  | M-F | M-F | M-F | M-F | M-F | TL  | M-F | M-F |

Generera en ny spelplan

### Språk och ordlista
Den spelare som utmanar väljer vilket språk matchen ska spelas på och för svenska språket dessutom vilken ordlista som ska användas: om alla böjningsformer ("Swedish") eller bara grundformer ("Swedish (strict)") ska tillåtas.
Spelet använder SAOL (Svenska Akademiens Ordlista). Alla ord listade i SAOL fungerar i spelet.

### Bokstavsbrickor
Följande bokstäver finns att tillgå om man spelar med svensk ordlista:
| Bokstav | Poäng | Antal brickor |
| ------- | ----- | ------------- |
| (Blank) | 0     | 2             |
| A       | 1     | 9             |
| B       | 3     | 2             |
| C       | 8     | 1             |
| D       | 1     | 5             |
| E       | 1     | 8             |
| F       | 3     | 2             |

| Bokstav | Poäng | Antal brickor |
| ------- | ----- | ------------- |
| G       | 2     | 3             |
| H       | 3     | 2             |
| I       | 1     | 5             |
| J       | 7     | 1             |
| K       | 3     | 3             |
| L       | 2     | 5             |
| M       | 3     | 3             |

| Bokstav | Poäng | Antal brickor |
| ------- | ----- | ------------- |
| N       | 1     | 6             |
| O       | 2     | 6             |
| P       | 4     | 2             |
| R       | 1     | 8             |
| S       | 1     | 8             |
| T       | 1     | 9             |
| U       | 4     | 3             |

| Bokstav | Poäng | Antal brickor |
| ------- | ----- | ------------- |
| V       | 3     | 2             |
| X       | 8     | 1             |
| Y       | 7     | 1             |
| Z       | 8     | 1             |
| Å       | 4     | 2             |
| Ä       | 4     | 2             |
| Ö       | 4     | 2             |

Totalt 104 brickor.

## Spelets mål
Spelets idé är att med brickorna bilda ord på spelplanen så att de ger så många poäng som möjligt och på så sätt ha samlat ihop fler poäng än motståndaren vid spelets slut.

## Spelets gång
När en spelare har valt en ordlista (till exempel "Swedish") och bjudit in en annan spelare till ett parti avgör slumpen vem som börjar. Vardera spelare har ett ställ med plats för sju brickor (bokstäver) som inte visas för motståndaren. När man står i tur kan man antingen lägga ut brickor, passa eller byta brickor.

### Lägga ut brickor
Det första ordet som läggs på spelplanen måste läggas över mittrutan. Varje gång därefter när det är ens tur tar man brickor från sitt ställ och lägger ut dem så de har kontakt med redan lagda brickor på spelplanen. Utlagda brickor ersätts med nya brickor från "påsen".
Följande krav måste uppfyllas för att ordet ska godkännas:
- Brickorna som läggs måste vara på samma rad eller kolumn.
- Brickorna som läggs måste vara i kontakt med varandra, antingen direkt eller via andra mellanliggande brickor.
- Brickorna som läggs måste vara i kontakt med minst en av de brickor som redan ligger på spelplanen.
- Alla ord som formas av de brickor man lägger, vågrätt som lodrätt, måste finnas med i Wordfeuds ordlista för det aktuella språket.

När man är nöjd med sitt ord trycker man på "Play", sedan går turen över till motståndaren om ordet godkänns. Om något av orden inte godkänns får man försöka med något annat. Man kan försöka hur många gånger som helst.

#### Poängberäkning
Poäng delas ut beroende på vilka bokstäver man lägger och var man lägger dem. Varje bokstav har sitt eget värde, och detta kan sedan multipliceras med två eller tre beroende på vilken sorts ruta den ligger på.
Varje bricka som läggs på en DL- eller TL-ruta får sitt eget värde multiplicerat med två respektive tre.
För varje bricka som läggs på en DW- eller TW-ruta multipliceras hela ordets värde med två respektive tre. 
Om samtliga sju brickor läggs i samma drag, en så kallad rullning, får man 40 extra poäng.

### Passa
Om man inte kan (eller vill) lägga något ord kan man passa. Då går turen direkt över till motståndaren.

### Byta ut brickor
Man kan, när det är ens egen tur, byta ut brickor ("Swap"). Då väljer man ut de brickor man vill byta och får tillbaka lika många nya. Turen går sedan omedelbart över till motståndaren. Om det är färre än 7 brickor kvar i påsen kan inga byten genomföras.

### Blanda
Om spelaren trycker på "Shuffle" blandas brickorna på dennes ställ om, vilket kan vara en metod för att lättare hitta användbara ord. Denna funktion kan användas hur många gånger som helst.

## Att vinna spelet
Den spelare som vid spelets slut har flest poäng vinner.
Spelet kan ta slut på ett av följande sätt:
- En av spelarna lägger ut sina resterande brickor när det inte finns fler kvar i påsen. Motståndaren får då minuspoäng för alla brickor som denne har kvar och den som avslutade spelet får samma poäng som pluspoäng. Spelaren med flest poäng efter det vinner.
- En av spelarna lägger inte på 72 timmar och förlorar därmed automatiskt.
- En av spelarna väljer att ge upp.
- Tre "Pass" sker i en följd. Varje spelare får minuspoäng för de brickor han/hon har kvar. Spelaren med flest poäng efter det vinner.

### Speltaktik
Det "bästa draget" är inte alltid det som ger flest poäng för det enskilda draget eftersom det kan ge upphov till ett läge på spelplanen som gör det lätt för motståndaren att få ännu fler poäng i nästa drag. Det gäller också att planera och försöka ha en lämplig blandning av vokaler och konsonanter kvar för att på så sätt öka chanserna till höga poäng i fortsättningen. Bland skickligare spelare är det vanligt att man om man själv inte kan nå en "specialruta" (DL, TL, DW, TW) blockerar på brädet genom att lägga ett ord precis intill specialrutan så att motståndaren inte ska kunna dra nytta av rutan.

## Mottagande
Spelet nämndes i många sammanhang under 2011. Det var ett genombrottsspel som fick många att prata om mobilspel även om spelet i sig inte var nytt, Scrabble på nätet hade funnits tidigare i flera former. Det nya var att lansera det för mobiltelefoner och därmed dra nytta av att man lätt och ofta kan spela korta stunder.

### Kommersiell framgång
I september 2011 hade 690 000 exemplar laddats ned i Sverige.